# 종리 전투
종리 전투(鍾離之戰)는 507년 종리에서 벌어진 북위와 소량의 군사적 충돌이다. 북위는 호왈(號曰) 백만의 대군으로 남하했으나, 양나라의 예주자사 위예(韋叡)가 이를 격파하였다.

## 주요 참전자

### 위(魏)
- 중산왕 영 (中山王 英)
- 무위장군 양대안 (武衛將軍 楊大眼)
- 진동장군 소보인 (鎭東將軍 蕭寶夤)
- 평남장군 전 (平南將軍 詮)

### 양(梁)
- 정북장군 조경종 (征北將軍 曹景宗)
- 예주자사 위예 (豫州刺史 韋叡)
- 서주자사 창의지 (徐州刺史 昌義之)